# 暑寒別天賣燒尻國定公園
暑寒別天賣燒尻國定公園（日语：／ Shokanpetsu-teuri-yagishiri Kokutei Kōen）為日本北海道靠日本海側的國定公園。1990年（平成2年）8月1日由暑寒別道立自然公園與天賣燒尻道立自然公園合併成立，為日本國內第55座、北海道內第5座國定公園。公園區域可分為暑寒別山系與雄冬（おふゆ）地區的海岸部，送毛（おくりげ）、濃昼（ごきびる）地區的海岸部，以及日本海上的天賣島、燒尻島三大區域。

## 地域
- 暑寒別·雄冬地區
  - 包含暑寒別岳（日语：暑寒別岳）、南暑寒岳、群別岳、濱益岳、雄冬山、天狗岳等山岳，以及雨龍沼濕原（日语：雨竜沼湿原）與海蝕崖發達的海岸部[3]。暑寒別山系在夏季適合登山、健行、露營等自然活動，雄冬海岸有柱狀節理、海蝕崖等景觀與釣魚活動[3]。雨龍沼濕原是拉姆薩公約登錄濕地[4]。

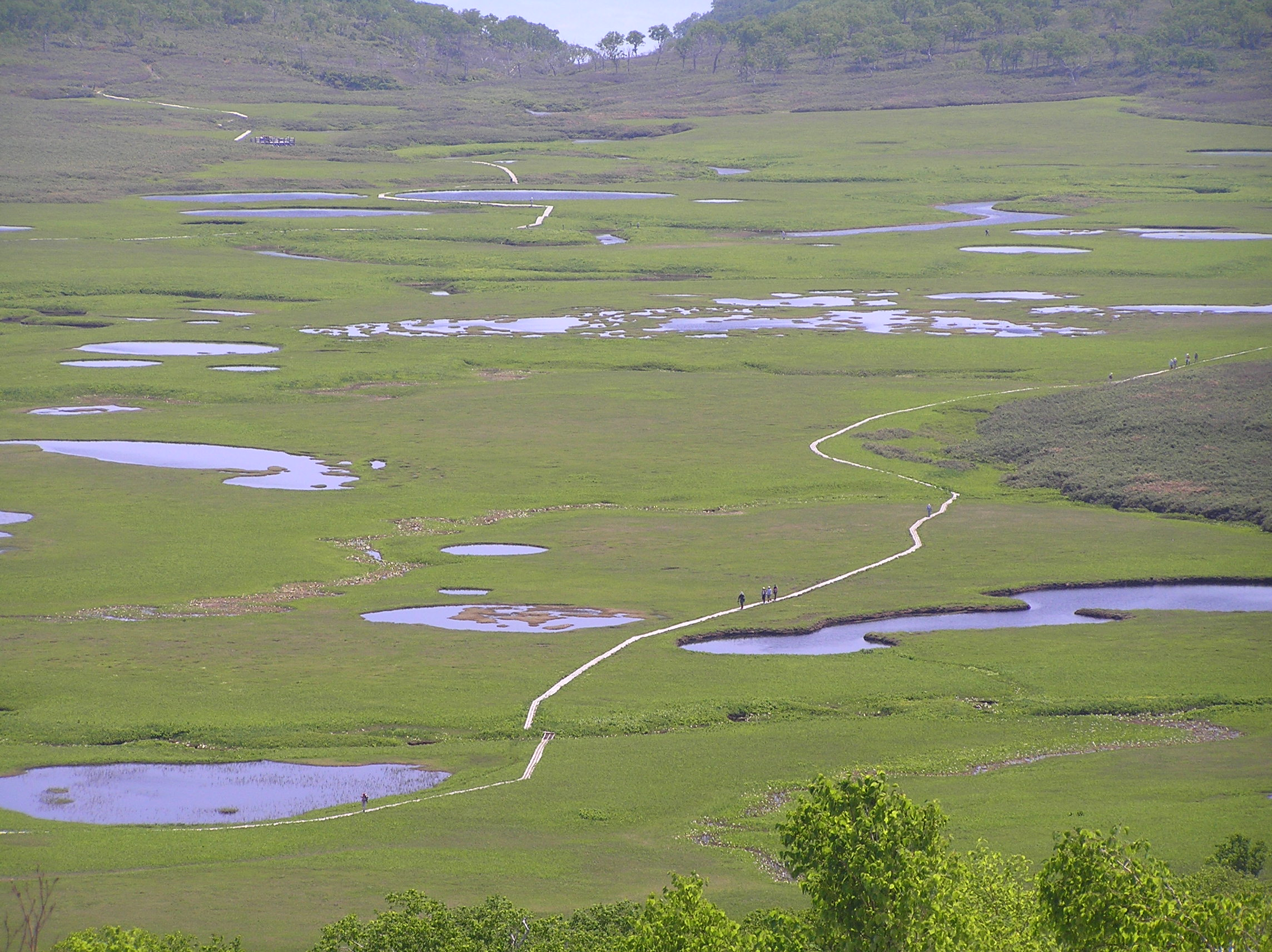
雨龍沼濕原
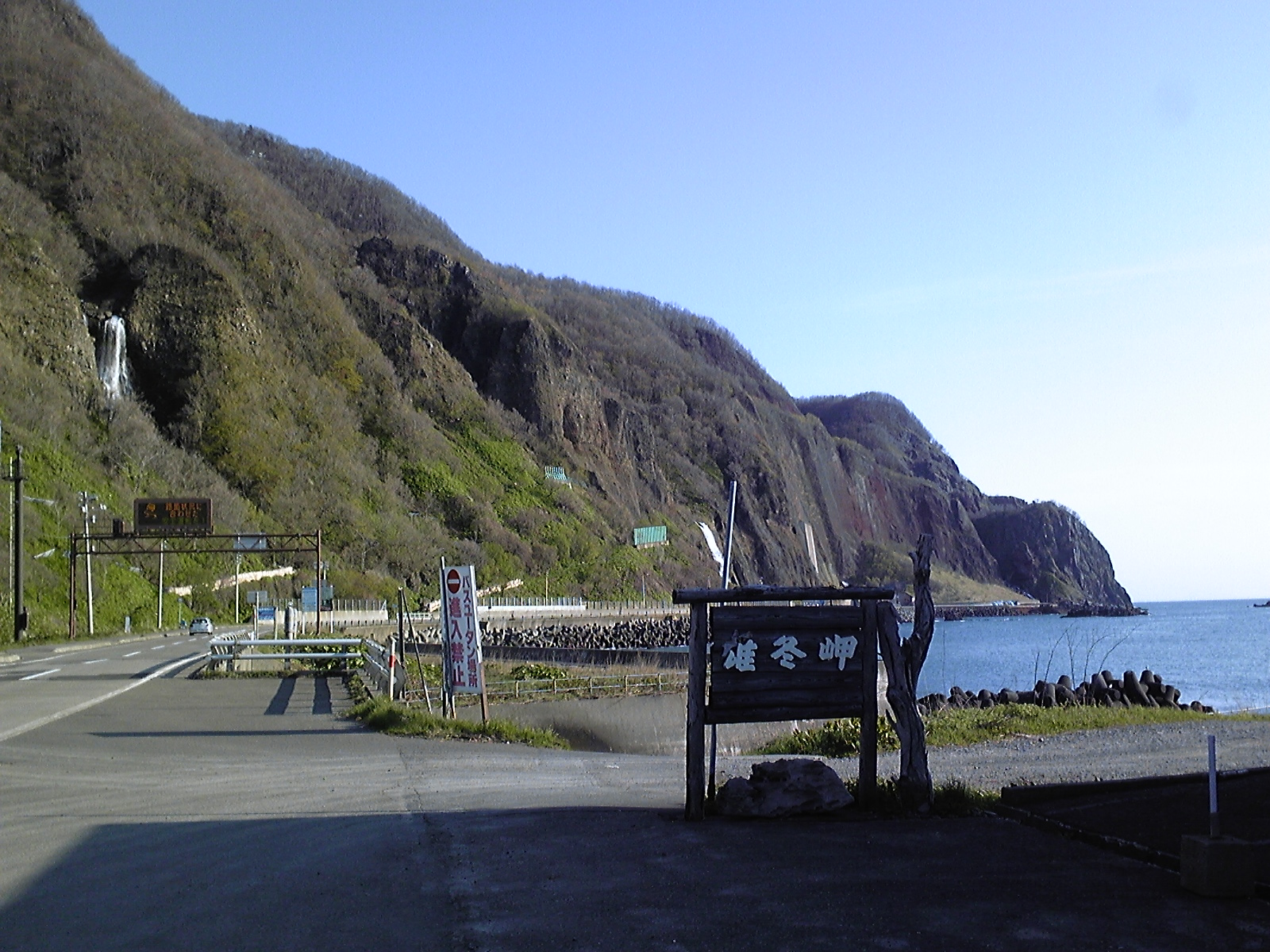
雄冬岬

- 送毛·濃昼地區
  - 以石狩市濱益區毘砂別（びしゃべつ）至厚田區安瀨（やそすけ）的海岸部為中心。安瀨山等山麓可見100公尺上下的陡峭海崖[5]，厚田海岸有稱作「ルーランの洞門」的奇岩，是柱狀節理發達的海岸[5]。

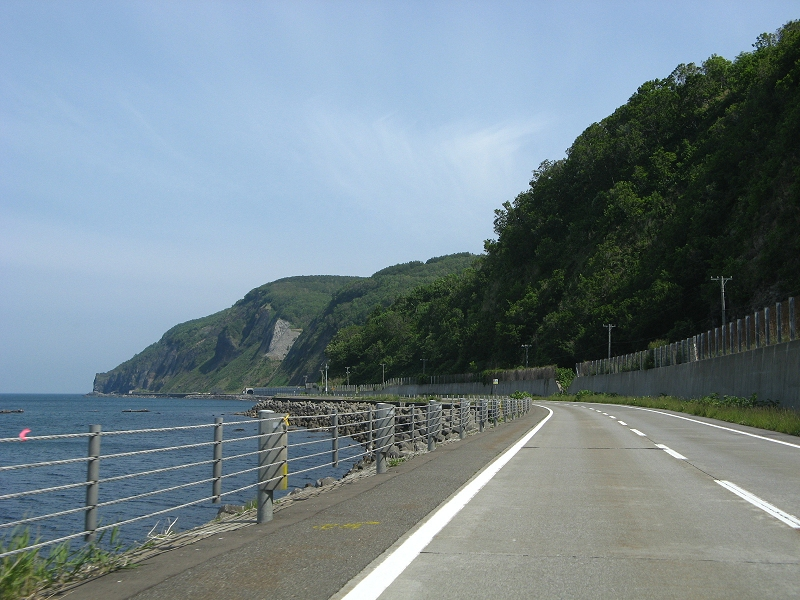
石狩市濱益區的國道231號

- 天賣島·燒尻島地區
  - 天賣島與燒尻島的區域。天賣島是日本國內重要的海鳥繁殖地，為國家天然紀念物與鳥獸保護區（日语：鳥獣保護区）[6][7]。燒尻島是由四段堆積段丘所組成，其天然林為國家天然紀念物[8]。

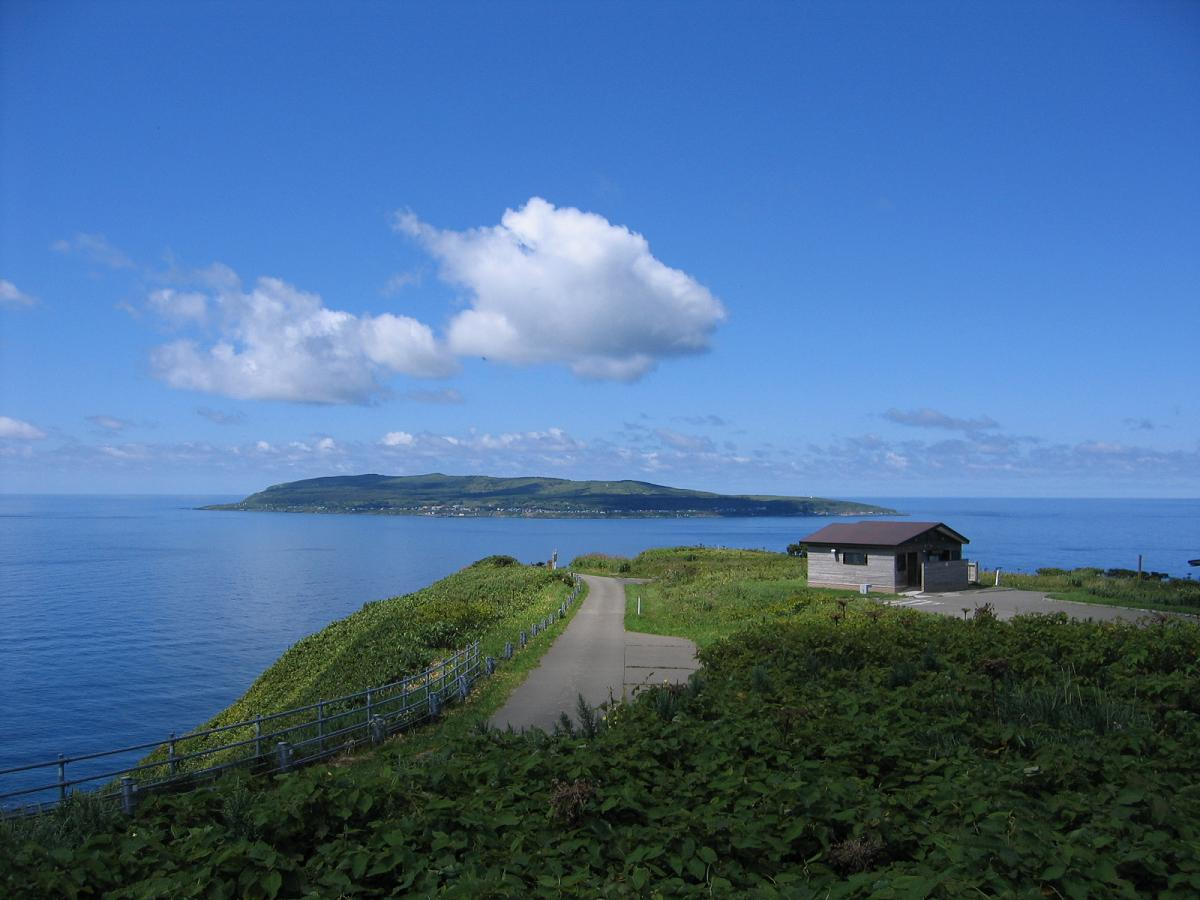
燒尻島所見的天賣島
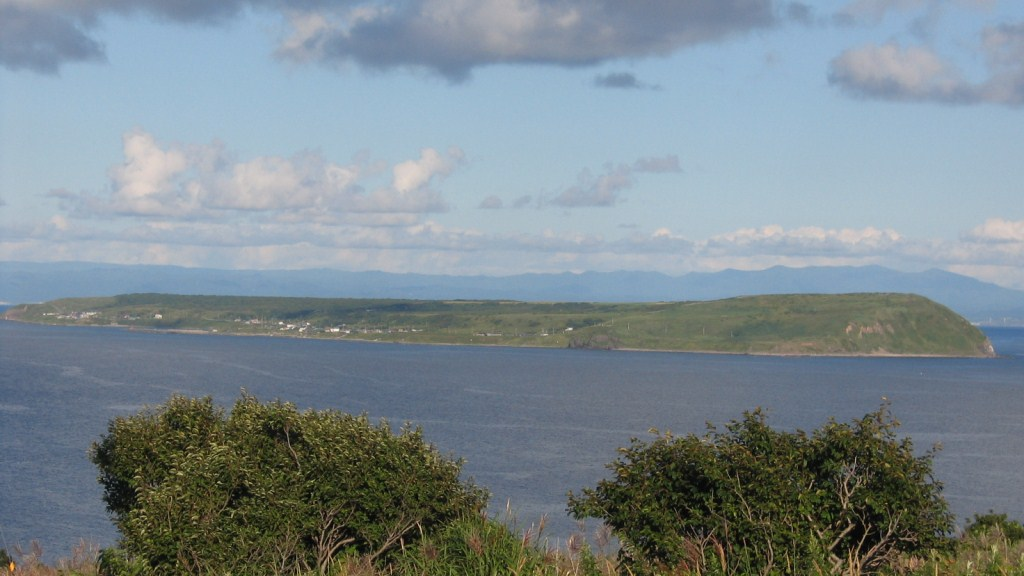
天賣島所見的燒尻島

## 自然
暑寒別山系有超過110種高山植物，除了特有種增毛蓮華（マシケゲンゲ）、增毛弟切（マシケオトギリ）等以外，也可見到牛皮杜鵑、稚兒車、長白金蓮花、蝦夷躑躅等植物。群別岳、天狗岳、雄冬山等山頂與稜線部有發達的越橘-偃松群落，其中還發現與道南地方隔離分布的岩梨。雨龍沼濕原是山地型濕原，共有100個以上的池塘，中央有ペンケペタン川蜿蜒。濕原性植物與高山性植物混雜為此地特色。天賣島大部分為笹原，西海岸的海蝕崖區域在三月至八月可見黑尾鷗、崖海鴉、白眶海鴿、角嘴海雀等海鳥類在此繁殖。燒尻島有日本紅豆杉與水楢等組成的天然林。

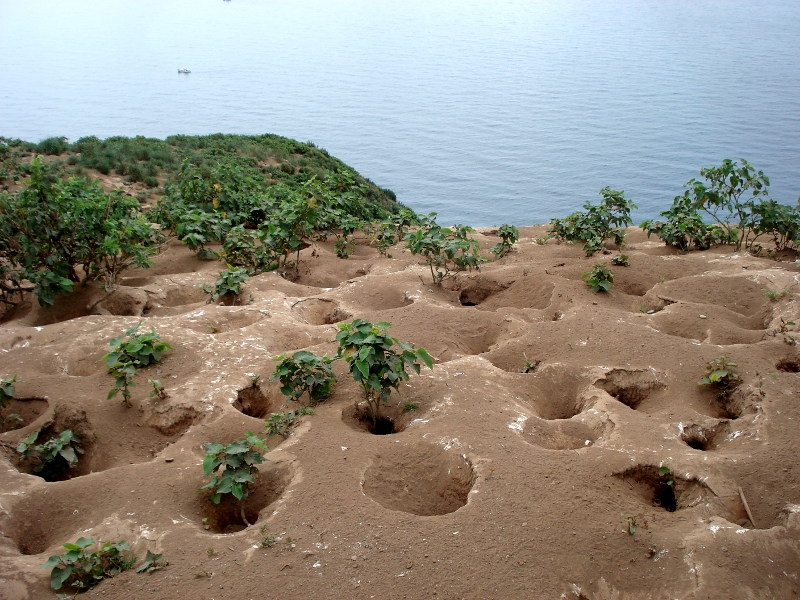
天賣島的海鴉巢

## 所屬市町村
- 留萌支廳
  - 苫前郡
    - 羽幌町

  - 增毛郡
    - 增毛町
- 空知支廳
  - 雨龍郡
    - 北龍町
    - 雨龍町

  - 樺戶郡
    - 新十津川町
- 石狩支廳
  - 石狩市

## 外部連結
- （日語）暑寒別天賣燒尻國定公園 （页面存档备份，存于）（北海道官方網頁的介紹）